# Gerry del Court van Krimpen

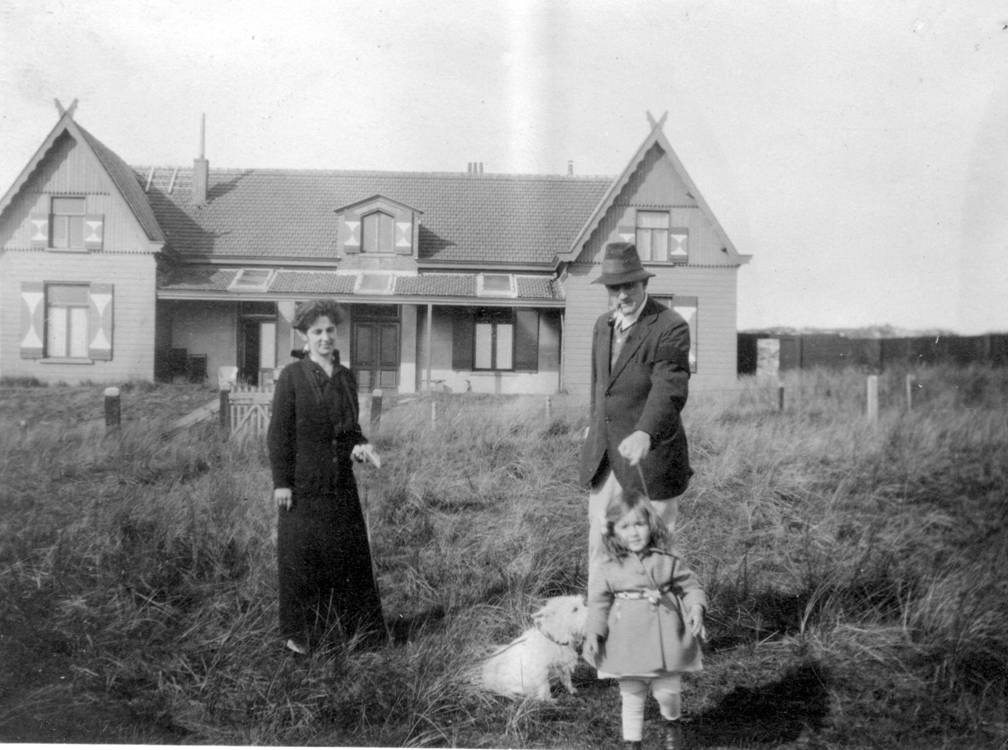
G.M. del Court met vrouw en dochter in Callantsoog

Gerard Martinus del Court van Krimpen, heer van Krimpen (Haarlem, 10 januari 1889 – 's-Graveland, huis Schoonoord, 10 december 1944) was een Nederlandse golfer, en ontwerper van golfbanen. Hij is geroemd als de "beste vooroorlogse speler in Nederland en de enige Nederlandse amateur die het Dutch Open won."

## Levensloop
Del Court van Krimpen groeide op in Velp in de Villa Veluna bij Arnhem met zijn zussen Elisabeth en Theodora in een sportief gezin. Alle drie hockeyde in hun jeugdjaren bij de
Velpsche Hockey Club. Later stapte hij over op golf, en trad in z'n vaders voetsporen als ontwerper van golfbanen. 
Gerry del Court van Krimpen trad in 1914 in het huwelijk met jkvr. Marie Adele Erneste (May) van Loon (1891-1983), dochter van Louis Antoine van Loon, firmant bij de Firma Hope & Co en Adele Tachard. Het echtpaar kreeg vijf dochters. Gerry del Court van Krimpen was zoon van golfpionier Aalbrecht Arent del Court van Krimpen. 

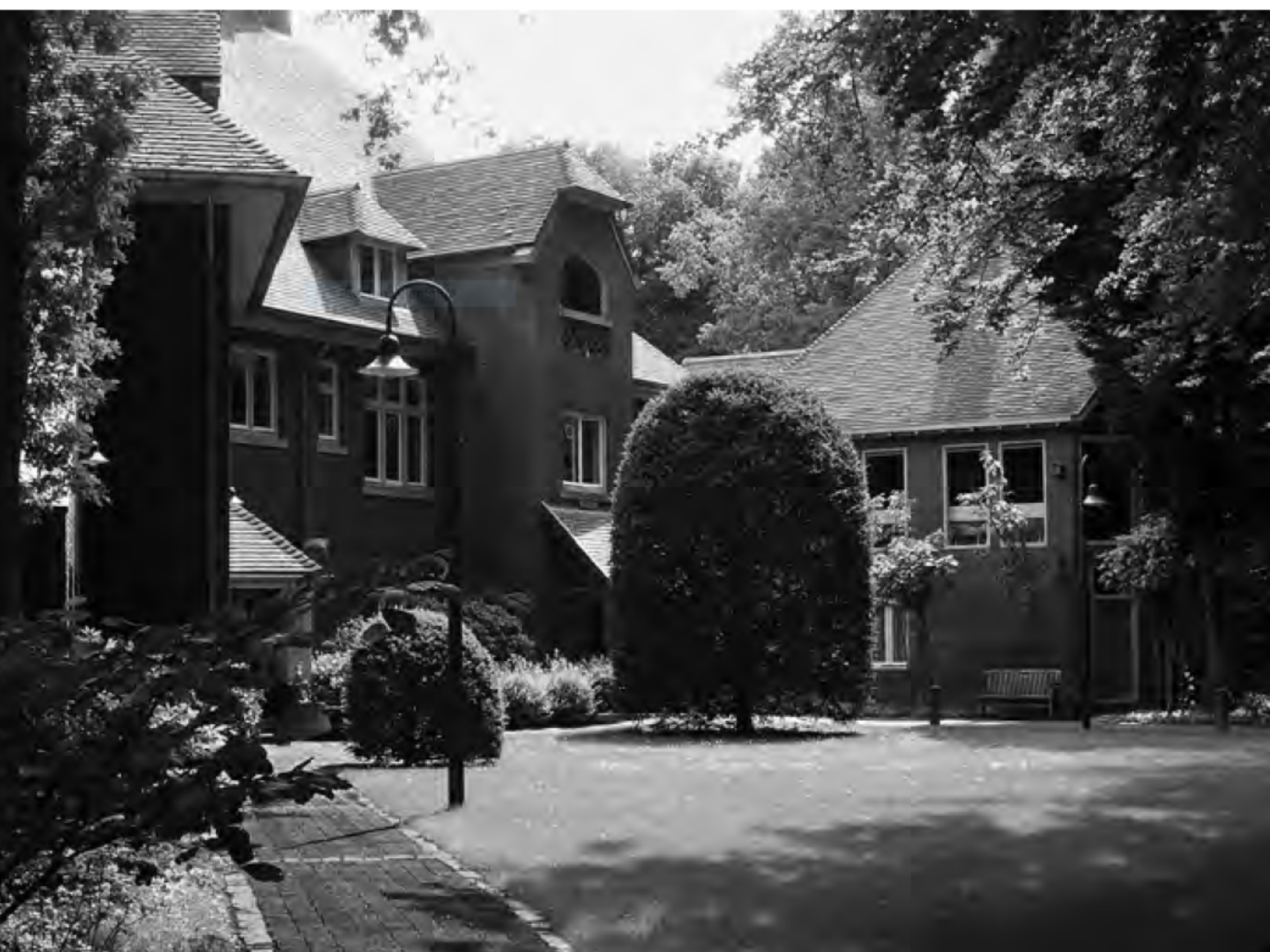
Villa Del Court van Krimpen

Gerry woonde eerst in Villa Anna's Heuvel aan de Arnhemsestraatweg 76 in Velp. Hij bouwde in 1922 de Del Court van Krimpen Villa in de buurt Rijksdorp op de Meijboomlaan te Wassenaar. Deze villa werd in de Tweede Wereldoorlog geconfisqueerd door de Duitsers. Gerry betrok toen het huis Schoonoord te 's-Graveland waar hij uiteindelijk stierf.

## Golfer
Gerry del Court van Krimpen was lid van de Rosendaelsche Golfclub, die in 1895 werd opgericht, en waarvan zijn vader Aalbrecht Arent del Court van Krimpen (1856-1924) de eerste negen holes had aangelegd nadat de club in 1910 naar de huidige locatie verhuisde.
In 1915 deed Del Court mee aan het tweede Professioneel Kampioenschap, de huidige Dutch Open, op de Haagsche. Er werden vier rondes van negen holes gespeeld. Del Court won met een score van 152.
Del Court heeft negen keer het NK Matchplay gewonnen en won in 1931, 1932 en 1936 het Nationaal Foursome Kampioenschap.
Hij was een van de oprichters en voormalig secretaris-penningmeester van het Nederlands Golf Comité. In deze hoedanigheid adviseerde hij in 1932 positief op de plannen van een commitee van de Groote Sociëteit Amicitia tot aanleg van de Rotterdamsche golfclub,  later de Golfclub Kralingen.

## Baanontwerper

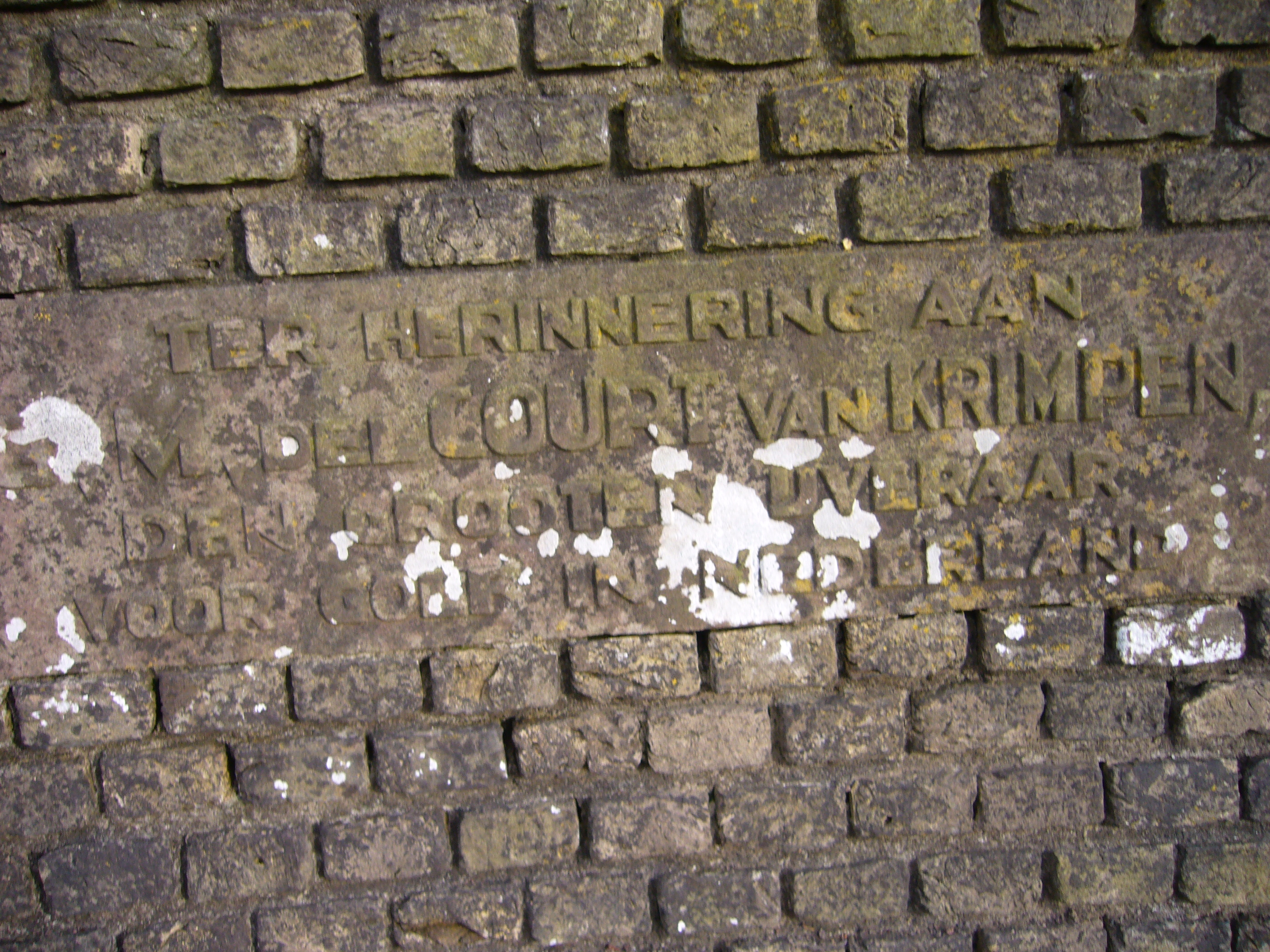
Gedenksteen met de tekst: Ter herinnering aan G.M. del Court van Krimpen
den grooten ijveraar
voor golf in Nederland

In 1920 besloot de Haagsche haar baan uit te breiden. De Haagsche is niet alleen de oudste club van Nederland, maar ook de eerste met een 18 holes-baan. Er werd 28 hectare grond van de familie Van Brienen gekocht en aan Del Court werd gevraagd de nieuwe negen holes te ontwerpen, wat hij samen met de Engelse golfbaanarchitect Abercrombie deed. Er is een gedenksteen geplaatst naast de Jeu de Boulesbaan op de Haagsche. 
Later ontwierp hij meer banen. Hij werkte daarbij veel samen met de firma Copijn & Zn te Groenekan:
- 1923: een 9 holesbaan op de Ullerberg, een natuurbaan met geschoren heide, gelegen op een particulier landgoed bij Ermelo.
- 1926, samen met W.G. Janssen: de baan van Twentsche Golfclub
- 1927, samen met Harry Colt: Utrechtse Golfclub De Pan
- 1928: vernieuwing Kennemer Golf & Country Club
- 1928, samen met Harry Colt: aanleg van 9 holes op de Hilversumsche Golf Club
- 1930: negen holes voor de Hattemse Golf & Country Club
- 1932: aanleg Keppelse Golfclub

## Del Court Fonds en Del Court-beker
Uit zijn legaat is het Del Court Fonds opgericht, bestemd "ter ondersteuning van Nederlandse golfprofessionals, baanpersoneel en hun gezinnen bij pensionering, arbeidsongeschiktheid of overlijden". De doelstelling is in 1991 gemoderniseerd en luidt nu: "Het behartigen van de belangen van diegenen die beroepsmatig aan de Nederlandse golfsport zijn verbonden, dan wel daartoe worden opgeleid."